# Pseudocapitella incerta
Pseudocapitella incerta är en ringmaskart som beskrevs av Fauvel 1913. Pseudocapitella incerta ingår i släktet Pseudocapitella och familjen Capitellidae. Utöver nominatformen finns också underarten P. i. aberrans.